# Bake
Bake (kinesiska: 八颗) är ett stadsdelsdistrikt i sydvästra Kina. Det ligger i stadsdistriktet Changshou i storstadsområdet Chongqing, omkring 58 kilometer nordost om det centrala stadsdistriktet Yuzhong. Antalet invånare är 36 698. Befolkningen består av 18 477 kvinnor och 18 221 män. Barn under 15 år utgör 14,0 %, vuxna 15-64 år 71 %, och äldre över 65 år 13,0 %.